# Cuộc vây hãm Hiuchi
Hiuchiyama (火打ち山) là một trong các thành của Minamoto no Yoshinaka ở tỉnh Echizen, Nhật Bản. Vào tháng 5 và 5 năm 1183, quân Taira do Taira no Koremori chỉ huy tấn công thành. 
Thành được xây dựng trên núi đá dốc đứng, và phòng ngự tốt; quân Minamoto thậm chí còn xây một con đập để tạo ra con mương. Tuy vậy, kẻ phản bội trong thành cuốn thư vào cung tên, bắn nó vào trong trại quân Taira, tiết lộ cách phá đập và làm nước rút. Tòa thành nhanh chóng bị mất về tay nhà Taira, nhưng Yoshinaka và phần lớn quân đội của ông sống sót và chạy thoát.